# ادرین وادویتس

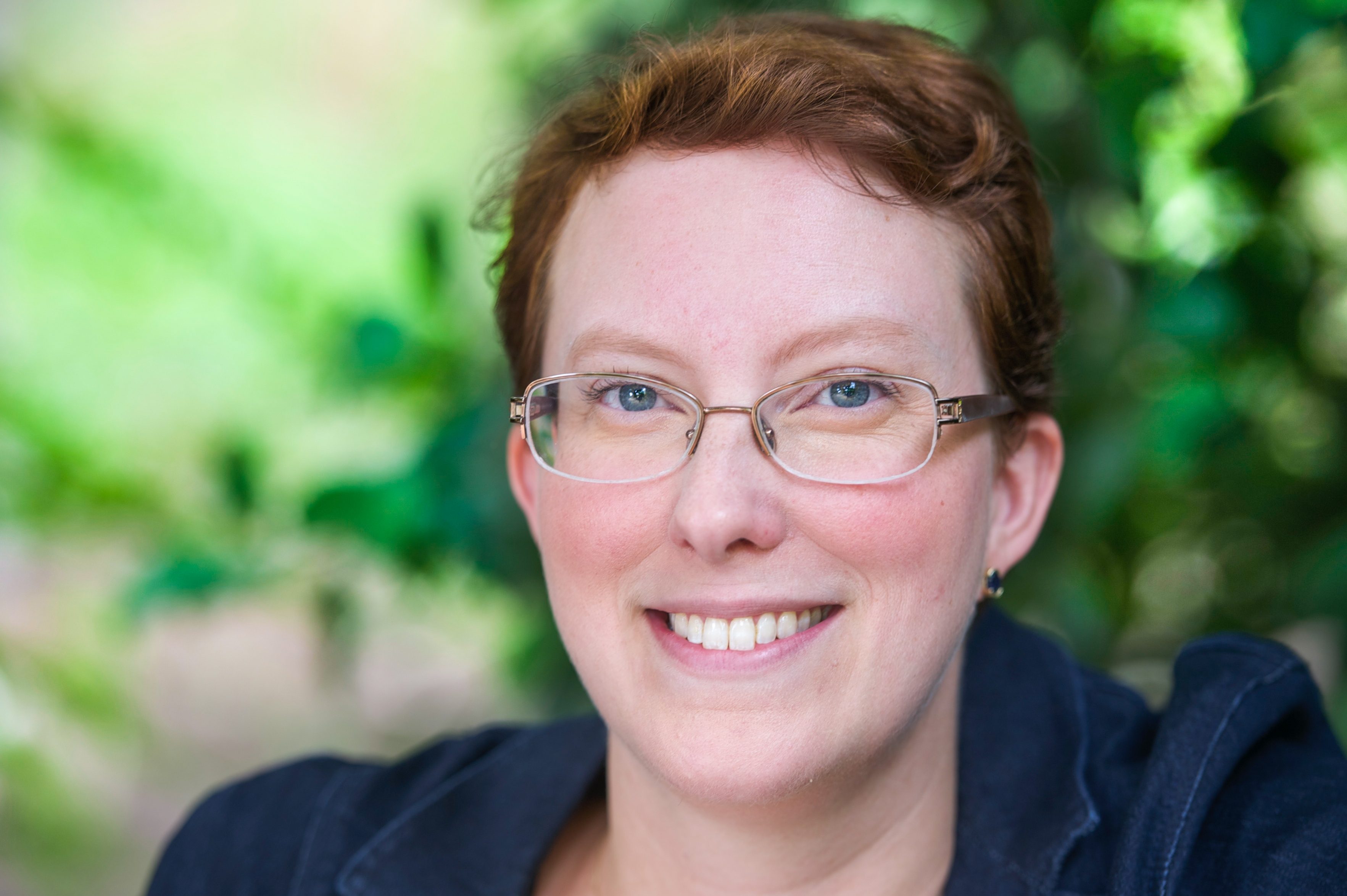
ادرین وادویتس

اِدریَن وادِویتس (Adrianne Wadewitz؛ ۶ ژانویه ۱۹۷۷ – ۸ آوریل ۲۰۱۴) فمینیست آمریکایی و متخصص ادبیات سده ۱۸ بریتانیا، ویرایشگر و چهرهٔ مهم و فعالی در گسترش ویکی‌پدیا با تأکید بر مسایل جنسیتی بود.

## زندگی‌نامه
ادرین در ۶ ژانویه ۱۹۷۷ در اوماهای ایالات متحده آمریکا زاده شد. او در سال ۱۹۹۹ در رشته زبان انگلیسی از دانشگاه کلمبیا فارغ‌التحصیل شد و دکترای خود را در ۲۰۱۱ از دانشگاه ایندیانا دریافت کرد. او دانشجوی پست دکترا در مرکز یادگیری و پژوهش دیجیتال اکسیدنتال کالج بود. دکتر وادویتس مقاله‌های بسیاری در حوزه تاریخ زنان نوشت که بسیاری از آنها برگزیده شدند. او دو سال آخر زندگی‌اش به صخره‌نوردی علاقه‌مند گردید و آن را «روایت جدیدی از خودش، فرای یک ویکی‌نویس کتابخوان پیانونواز» توصیف می‌کرد. ادرین وادویتس بر اثر جراحات سر ناشی از سقوط در صخره‌نوردی در پارک ملی جاشوا تری در ۸ آوریل ۲۰۱۴ درگذشت.

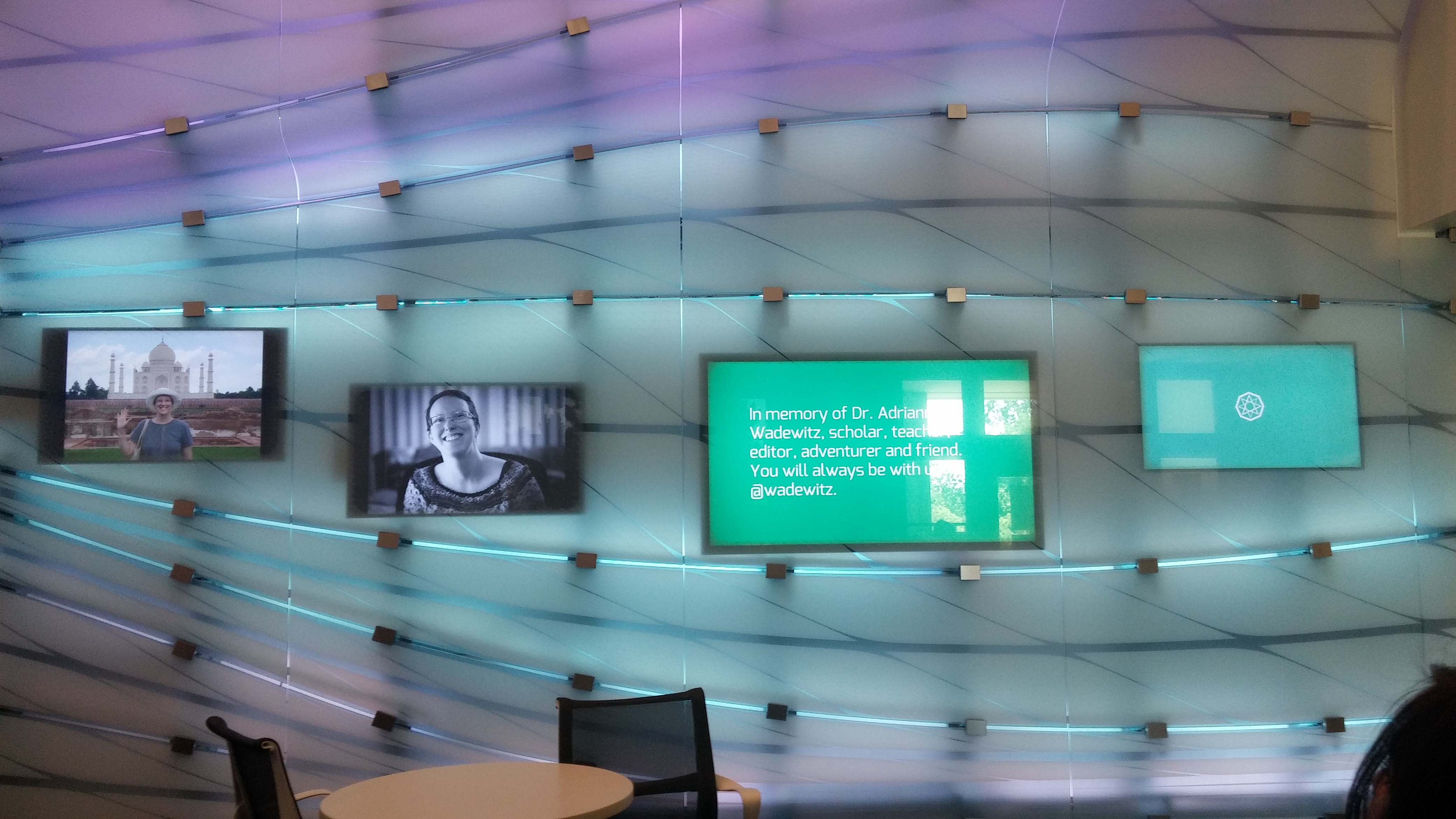
بزرگداشت دیجیتالی برای ادرین وادویتس در اکسیدنتال کالج.